# Тамашлик
Тамашлик (долина Тамашлик) — невелика річка в Україні, в межах Окнянського району Одеської області, а також у Молдові (Придністров'я). Ліва притока Дністра (басейн Чорного моря). 

## Опис
Довжина 58 км, площа водозбірного басейну 290 км².

## Розташування
Тамашлик бере початок на південь від села Маяки. Впадає в Дністер на північний-захід від
Григоріополя. В долині річки розташовані села Оленокарицьке (знято з обліку 07.07.1983), Садове (в Україні), та Нове Погреб'я, Боска, Нова Олександрівка, Нова Лунга (у Молдові).